# 白石洋一
白石 洋一（しらいし よういち、1963年6月25日 - ）は、日本の政治家。立憲民主党所属の衆議院議員（4期）。同党愛媛県連代表。

## 来歴
今治市立日高小学校生の時に電話級アマチュア無線技士試験に合格。今治市立今治西中学校、愛媛県立今治西高等学校、東京大学法学部卒業。クラスメートには達増拓也（岩手県知事）、新川浩嗣（財務省大臣官房長）や伊原和人（厚労省医政局長）など、同級生には井川意高（元大王製紙会長）などがいる。東大在学当初は、高校時代アイスホッケーの社会人クラブに所属していたことからアイスホッケー部に所属。
大学卒業後、日本長期信用銀行に入行。1993年、カリフォルニア大学バークレー校経営大学院でMBAを取得した。1997年、長銀ニューヨーク支店に赴任。長銀の経営破綻により、2000年に監査法人KPMGニューヨーク事務所に入所。911事件に家族で遭遇。2004年、稲盛財団イナモリフェローに入塾した（第2期生）。

### 衆議院議員
西条市に在住し、2007年2月、次期衆議院議員総選挙への立候補を表明。2009年の第45回衆議院議員総選挙に民主党公認で愛媛3区（四国中央市、新居浜市、西条市）から出馬し、自由民主党新人の白石徹を破り初当選した。小選挙区比例代表並立制の導入後、愛媛県の小選挙区では自民党の候補者が議席を独占してきたが、白石洋一が初めて非自民系の候補ながら議席を獲得した。2012年の第46回衆議院議員総選挙では、前回下した白石徹に敗れ、重複立候補していた比例四国ブロックでも復活できず、落選した。2014年の第47回衆議院議員総選挙でも自民党の白石徹に敗れ、再び落選。
2017年3月、白石徹が現職のまま死去。白石徹の死去に伴う愛媛3区補欠選挙に出馬の意向を表明し、7月に民進党から公認を受けた。しかし、衆議院解散により補選は中止され、総選挙のなかに組み込まれた。前原誠司民進党代表が9月27日、民進党を事実上解党し、希望の党から原則立候補する方針を表明したため、白石も希望の党から出馬し、白石徹の次男であり自民党の公認を受けた白石寛樹ら3候補を破り、5年ぶりに国政復帰を果たした。　
2018年5月7日、民進党と希望の党の合流により結党された国民民主党に参加した。
2020年9月15日、旧・立憲民主党、旧・国民民主党の合流により結党された立憲民主党に参加した。同年10月、立憲民主党愛媛県総支部連合会代表に就任した。
2021年10月31日、第49回衆議院議員総選挙で自民党新人で元参議院議員の井原巧に敗れるも、比例復活で3選。11月30日、枝野幸男代表の辞任に伴う代表選挙が執行。白石は同選挙で小川淳也の推薦人に名を連ねた。1回目の投票では小川に投じ、決選投票では泉健太に投じた。
2022年12月28日に改正公職選挙法の施行による10増10減に伴い、2022年12月13日の立憲民主党の常任幹事会で、次期衆院選において愛媛2区からの出馬が内定した。
2024年10月27日、第50回衆議院議員総選挙で、政治資金パーティー収入の裏金問題の影響で比例重複無しで立候補した井原に2万票以上の差をつけて破り4選。
2025年に行われる第27回参議院議員通常選挙では秘書が立候補している。

## 政策・主張
- 第9条を含む日本国憲法の改正に反対[25]。
- 憲法への緊急事態条項の創設に反対[25]。
- 集団的自衛権の行使容認に反対[26]。
- 原子力発電について「当面は必要だが、将来的には廃止すべき」としている[25]。
- 日本の核武装について「将来にわたって検討すべきでない」としており、非核三原則の「持ち込ませず」の部分についても「議論する必要はない」としている[25]。
- 内閣総理大臣や他の国務大臣の靖国神社への参拝に反対[26]。
- 村山談話、河野談話の見直しに反対[26]。
- カジノの解禁に反対[25]。
- ヘイトスピーチの法律による規制に賛成[26]。
- 道徳の教科化に賛成[26]。
- 選択的夫婦別姓制度の導入について賛成[27]。
- 四国電力伊方原子力発電所の再稼働について「責任ある避難計画がなければ再稼働すべきではない」としている[28]。ただし、伊方原発が立地する西宇和郡伊方町は、白石の選出選挙区である愛媛3区ではなく、愛媛4区に含まれる。
- 受動喫煙防止を目的に飲食店などの建物内を原則禁煙とする健康増進法改正について賛成しており[29]、飲食店の広さに関係なく、3～5年程度で段階的に全面禁煙を実現するべきとしている[30]。

## 人物
- 自営業（自動車整備業「白石モータース」）の男3人兄弟の長男として育つ。今治市立日高保育所、今治市立日高小学校、今治市立今治西中学校卒業[31]。
- 日高小学校3年から今治西中学卒業（主将）まで剣道部[32]。
- 父は弓削商専卒業後、外国航路で7年間乗船勤務。その後大阪の会社でエンジニアとして内国勤務。 洋一は昭和38年に、会社がある大阪で出生。洋一の「洋」は太平洋からとった。その頃、父は知人に頼まれ、創業資本をためる為にも遠洋マグロ漁船の機関長として働くことを決意し、出帆。母は0歳乳児の洋一と愛媛県今治市の実家に先に戻ってきた。父は遠洋航海の3年後に漁船を降り、自ら育った今治に戻った後、「白石モータース」を設立[33]。

## 選挙歴
| 当落 | 選挙                   | 執行日         | 年齢 | 選挙区      | 政党       | 得票数     | 得票率 | 定数 | 得票順位 /候補者数 | 政党内比例順位 /政党当選者数 |
| ---- | ---------------------- | -------------- | ---- | ----------- | ---------- | ---------- | ------ | ---- | ------------------ | ---------------------------- |
| 当   | 第45回衆議院議員総選挙 | 2009年08月30日 | 46   | 愛媛県第3区 | 民主党     | 10万3431票 | 55.55% | 1    | 1/3                | /                            |
| 落   | 第46回衆議院議員総選挙 | 2012年12月16日 | 49   | 愛媛県第3区 | 民主党     | 4万2725票  | 28.37% | 1    | 2/4                | 5/1                          |
| 落   | 第47回衆議院議員総選挙 | 2014年12月14日 | 51   | 愛媛県第3区 | 民主党     | 5万2602票  | 41.84% | 1    | 2/3                | 2/1                          |
| 当   | 第48回衆議院議員総選挙 | 2017年10月22日 | 54   | 愛媛県第3区 | 希望の党   | 7万978票   | 53.07% | 1    | 1/4                | /                            |
| 比当 | 第49回衆議院議員総選挙 | 2021年10月31日 | 58   | 愛媛県第3区 | 立憲民主党 | 7万1600票  | 48.42% | 1    | 2/2                | 1/1                          |
| 当   | 第50回衆議院議員総選挙 | 2024年10月27日 | 61   | 愛媛県第2区 | 立憲民主党 | 10万2363票 | 51.22% | 1    | 1/3                | /                            |

## 公開された所得および資産
| 年     | 当時の身分 | 給与       | 不動産 利子等 | 事業 その他 | 合計       | 出典          |
| ------ | ---------- | ---------- | ------------- | ----------- | ---------- | ------------- |
| 2011年 | 衆議院議員 | 1,546 万円 | 0 万円        | 0 万円      | 1,546 万円 | [ 34 ] [ 35 ] |
| 2010年 | 衆議院議員 | 1,831 万円 | 0 万円        | 0 万円      | 1,831 万円 | [ 36 ]        |

| 年月日        | 当時の身分 | 土地  | 土地    | 建物     | 預貯金 等総額 | 合計     | 出典   |
| 年月日        | 当時の身分 | 面積  | 価格    | 価格     | 預貯金 等総額 | 合計     | 出典   |
| ------------- | ---------- | ----- | ------- | -------- | ------------- | -------- | ------ |
| 2009年8月30日 | 衆議院議員 | 14 m² | 17 万円 | 449 万円 | 39 万円       | 505 万円 | [ 37 ] |

## 著作
- 貸出債権証券化の方法（2000年6月、東洋経済新報社） ISBN 978-4492711316